# رون دراموند
رون دراموند (بالإنجليزية: Ron Drummond)‏ (17 أكتوبر 1959)؛ روائي أمريكي.